# آرایه زباله‌دان

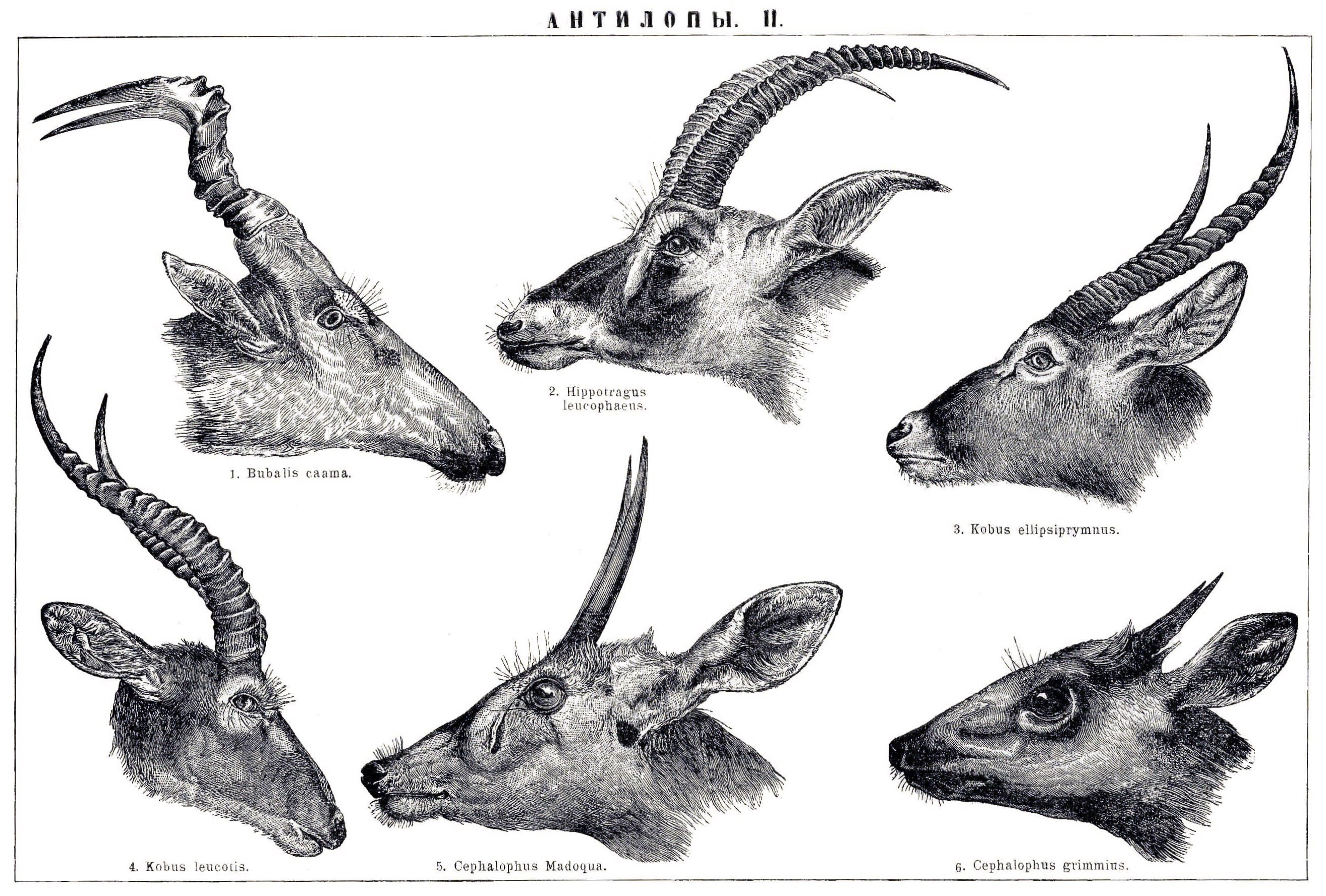
به طور کلی به گاوسانانی در مناطق آفریقا و اوراسیا که گاو، گوسفند، گاومیش، بز یا بیزون نباشند، شاخ‌دراز گفته می‌شود.

آرایه زباله‌دان (همچنین آرایه سبد زباله‌، یا آرایه همه‌چیز نامیده می‌شود) اصطلاحی است که توسط برخی از آرایه‌شناسان برای اشاره به آرایه‌ای استفاده می شودکه تنها هدف آن رده‌بندی موجوداتی است که در هیچ جای دیگری مناسب نیستند. آنها معمولاً با شباهت اغلب سطحی اعضای تعیین‌شده آنها به یکدیگر، یا عدم وجود یک یا چند حالت مشخصه مشخص یا عدم تعلق آنها به یک یا چند گونه دیگر تعریف می‌شوند. آرایه‌های سبد زباله در تعریف پیراتبار یا چندتبار هستند؛ بنابراین گونه‌های معتبری تحت قوانین سخت کلادیستیک در رده‌بندی در نظر گرفته نشده‌اند. با این حال، نام آرایه سبد زباله ممکن است در برخی موارد به عنوان یک درجه تکاملی حفظ شود.

## نمونه‌ها
- مقوله آشنای بی‌مهرگان یک دسته «همه چیز دیگر» است که از همه حیوانات بدون ستون فقرات تشکیل شده‌است.
- خانواده مارهای قمچه‌ماران (Colubridae)، آن‌طور که به‌طور سنتی تعریف می‌شود، یک گروه طبیعی نیست.
- Flacourtiaceae ، خانواده‌ای از گیاهان گلدار است که اکنون از بین رفته‌اند[۳] - گروه گیاه‌زایی Angiosperm، تبارها و سرده‌های خود را در خانواده‌های مختلف دیگر، به‌ویژه Achariaceae و بیدیان (Salicaceae) قرار داده‌است.
- فرمانرو منسوخ پروتیستا از یوکاریوت‌هایی تشکیل شده‌است که جانور، گیاه یا قارچ نیستند و همهٔ یوکاریوت‌های تک‌یاخته‌ای را به پروتیست‌ها می‌سپارند.[۴]
- Tricholomataceae یک گروه قارچی است که در یک نقطه از سرده‌های اسپور سفید، زرد یا صورتی در Agaricales تشکیل شده‌است که قبلاً متعلق به Amanitaceae، Lepiotaceae، Hygrophoraceae , Pluteaceae، یا Entolomataceae رده‌بندی نشده‌اند.[۵]
- گوشت‌خزندگان و Thecodontia گروه‌های فسیلی، به دلیلی اینکه فسیل محدود اجازه طرح دقیق‌تر را نمی‌دهد، باهم آورده شده‌اند.
- لقمه‌ای‌بندان یک کلاد مصنوعی است که به‌طور سنتی پستانداران سم‌دار را که به وضوح در داخل Perissodactyla یا Cetartiodactyla قرار نداشتند، در آن جای داده می‌شدند. بسیاری از این گروه‌ها، مانند Meridiungulata یا Protungulatum، ممکن است نشان‌دهنده پستانداران لوراسیاددان نباشند، در حالی که گروه‌های دیگر مانند دغل‌دندانان به وضوح به‌عنوان سم‌داران پیشین تک‌سم شناخته شده‌اند.[۶][۷]
- راسته حشره‌خوارسانان (Insectivora) به‌طور سنتی به عنوان محل انباش پستانداران حشره‌خوار جفتی (و اشکال مشابه مانند پوست‌گسترها) است که معمولاً با گوشتخواران، سم‌داران و خفاش‌سانان همسو هستند، استفاده می‌شده‌است. در حالی که اجزای اصلی (موش کورها، حشره‌خوارها ،خارپشت‌ها و وابستگان نزدیک آنها) در واقع یک کلاد ثابت به نام هوچرب‌کورسانان (Eulipotyphla) را تشکیل می‌دهند که بخشی از لوراسیاددان با کلادهای یادشده بالا است، سایر پستاندارانی که از لحاظ تاریخی در این راسته قرار گرفته‌اند، به شاخه‌های دیگری تعلق دارند. از درخت جفت‌داران: حشره‌خواران درختی و کلوگوها از هونیاکان مرتبط به نخستی‌سانان هستند و گاهی در سونداددان گروه‌بندی می‌شوند، در حالی که تیغ‌پشت‌ها، موش کورهای طلایی و حشره‌خوار جهنده همگی از آفریقاددان هستند و احتمالاً کلاد حشره‌دوستان آفریقایی (Afroinsectiphilia) را تشکیل می‌دهند. هر دوی این کلادها در زمان‌های متهم شده‌اند که خود گونه‌های سبد زباله هستند و به ترتیب حیوانات مشابه سطحی را در Euarchonta و Afrotheria گروه‌بندی می‌کنند، اما مطالعات ژنتیکی قوی‌تر از آنها پشتیبانی می‌کنند.[نیازمند منبع]
- Vermes یک تاکسون منسوخ از حیوانات کرم‌مانند است. این یک اصطلاح جامع بود که توسط کارل لینه و ژان باپتیست لامارک برای جانوران بی‌مهره غیربندپا استفاده می‌شد.
- محدودیت‌های سنتی از سردهٔ پیرگاه (Senecio: شامل ragworts و groundsels) مصنوعی و چندتباری است و حتی در محدودیت جدید خود بر اساس داده‌های ژنتیکی است. از آنجایی که هیچ گونه جداریختی ریخت‌شناسی برای تعیین اینکه کدام گونه متعلق به سرده است یا نه شناخته‌شده‌است، شمار دقیق گونه‌ها نیز مشخص نیست.[۸]

## رده‌بندی زباله‌دانی در علم
گروه‌های فسیلی که به‌دلیل بقایای تکه‌تکه‌ای شناخته شده نیستند، گاهی بر اساس مورفولوژی یا چینه‌شناسی ناخالص با هم گروه‌بندی می‌شوند، اما بعداً به عنوان گونه‌های سبد زباله در نظر گرفته می‌شوند، مانند گروه تریاس رایی‌خزندگان (Rauisuchia).
یکی از نقش‌های آرایه‌شناسان شناسایی گونه‌های سبد زباله و طبقه‌بندی مجدد محتوا به واحدهای طبیعی‌تر است. گاهی، در طی بازنگری‌های طبقه‌بندی، یک آرایه سبد زباله را می‌توان پس از انجام تحقیقات کامل روی اعضای آن نجات داد، و سپس محدودیت‌های سخت‌تری را در مورد آنچه که همچنان شامل می‌شود، اعمال کرد. چنین تکنیک‌هایی کارنوسور و مگالوسور را نجات داد. در زمان‌های دیگر، نام آرایه‌شناختی حاوی مقدار زیادی «چمدان» نامرتبط است که نمی‌توان با موفقیت آن را نجات داد. به این ترتیب، معمولاً به نفع یک نام جدید و محدودتر (به عنوان مثال، نول‌سرسانان)، یا به‌طور کلی رها می‌شود (برای نمونه، Simia).

## مفاهیم مرتبط
یک مفهوم مرتبط با، شکل آرایه، گروه‌بندی «سبد زباله» است که با مورفولوژی ناخالص متحد شده‌اند. این موضوع اغلب نتیجه یک شیوه زندگی مشترک است، اغلب یک شیوه عمومی است که با تکامل همگرا به شکل‌های کلی بدنی مشابه منجر می‌شود.
اصطلاح آرایه سبد زباله گاهی به شکلی تحقیرآمیز برای اشاره به آرایه درجه تکاملی به کار می‌رود.